# María Dolores Mollá Soler
María Dolores Mollá Soler (Alacant, 29 de novembre de 1946) és una política valenciana, diputada a les Corts Valencianes en la V Legislatura.
És llicenciada en filosofia i lletres i des de 1969 ha estat professora de francès a diversos instituts d'ensenyament secundari. De 1992 a 1999 fou directora de l'Institut Jorge Juan d'Alacant. Militant del PSPV-PSOE, fou escollida diputada a les eleccions a les Corts Valencianes de 1999, on fou presidenta de la Comissió de Política Social i Ocupació de les Corts Valencianes. En 2003 no es presentà a la reelecció i en 2004 fou nomenada membre del Consell Social de la Universitat d'Alacant.